# 孝子峠
孝子峠（きょうしとうげ）は、大阪府泉南郡岬町と和歌山県和歌山市の府県境にある峠である。標高100m。

## 概要
孝子峠は、和泉国と紀伊国を結ぶ孝子越街道の途中にある。南海本線が平行して通っており、交通の要衝となっている（南海本線は孝子トンネルにより府県境を越える）。
街道を継承する道路は長らく国道26号に指定されていたが、東方の平井峠（和歌山岬トンネル）を経由する第二阪和国道の全線開通に伴って2017年4月1日に指定が外れ、和歌山県道・大阪府道752号和歌山阪南線へ移管された。
和歌山阪南線は2車線となっており、歩道は設けられておらず路側帯も狭いため、交通事故が多発しており2005年には38件の救急搬送が報告されている。勾配は緩やかであるため自転車で峠越えをする姿も見られる。
大阪府側には南海孝子駅、和歌山県側には南海和歌山大学前駅、イオンモール和歌山、ふじと台、和歌山大学などが近接する。